# Örebro flygfält
Örebro flygfält (även kallat Gustavsviksfältet) var ett civilt flygfält beläget 2 kilometer söder om Örebro i Örebro län. Flygfältet var aktivt mellan åren 1939 och 1982.

## Historik
Under 1920-talet blev frågan om ett flygfält i Örebro aktualiserad. Det alternativ för ett flygfält som ansågs lämpligast var marken på Ladugårdsängarna söder om staden. Efter att projektet godkänts 1933 påbörjades arbetet med att iordningställa fältet för att stå klart 1936. Under de kommande åren började fältet användas samtidigt som ett antal byggnader uppfördes, bland annat en hangar. Det var stadens drätselkammare som tagit itu med projektet och sedan också skötte förvaltningen av fältet.
Den 14 maj 1939 invigdes flygplatsen officiellt. I samband med att Tysklands invasion av Danmark i april 1940, utrymdes Krigsflygskolan (F 5), och ombaserade sina skolflygplan till Örebro och Eskilstuna. Personalen vid F 5 förlades till bland annat Stora Hotellet i centrala Örebro. Den 1 september 1941 ingick Örebro ett avtal med staten om ett statligt övertagande av flygplatsen, där flygfältet skulle förvaltas av Luftfartsverket och Kungliga väg- och vattenbyggnadsstyrelsen under en 25-årsperiod.
Nästa större händelse som inträffade vid flygplatsen var den 18 november 1943, då två stycken B-24 Liberator nödlandade vid flygfältet i samband med att de fått bränslebrist efter en bombräd mot Kjellers flygplats utanför Oslo i Norge. Flygplanen flyttades en månad senare till en depå i Västerås, där de kvarstod till krigsslutet, då de skrotades.
År 1967 återgick flygplatsen i stadens ägo och lades under gatukontorets förvaltning. Fältet var vid det laget omodernt och dåligt utrustat utan asfalterade landnings- och taxibanor och med slitna byggnader utan bekvämligheter. Flygfältet kunde endast användas i bra väder och på dagtid på grund av att nödvändig säkerhetsutrustning saknades. Kraven på ett modernt flygfält hade redan börjat ställas i början av 1960-talet. Det var framförallt näringslivet som kom med krav, men även de styrande i stad och landsting började även de se det nödvändiga med en modern flygplats för staden och regionen. 
År 1961 gav landstinget ett förslag på ett flygfält i Täby, vilket Luftfartsverket gav sitt medgivande till. År 1964 tillsattes en kommitté på uppdrag av staden, för utredning av ett modernt flygfält. Kommittén kom fram till flygfältet på Gustavsviksfältet borde moderniseras för en ansenlig kostnad för att användas till dess man byggt en ny modern flygplats. Frågan bordlades av drätselkammaren som tillsammans med landstinget tillsatte 1967 en andra kommitté för utredning av flygplatsfrågan. Utredningen var en kostnadsjämförelse mellan ombyggnad av Gustavsviksfältet och Täbyprojektet. Drätselkammaren beslutade att förorda en ombyggnad av Gustavsviksfältet, ett beslut som ej kom att antas av stadsfullmäktige, som återremitterade frågan till drätselkammaren. Hösten 1970 tillsattes en tredje och sista kommitté för att ta itu med flygplatsfrågan, där Täbyprojektet blev det vinnande förslaget. Den nya flygplatsen i Täby, Örebro flygplats, kom att stå färdig 1979 och reguljär trafik påbörjades 1982; samma år stängdes Örebro flygfält.

## Verksamhet
I samband med utbrottet av andra världskriget 1939 förlades ett militärförband åren 1942–1943 vid flygfältet benämnt Lv 41. L 3 för bevakning och skydd av flygfältet och dess luftrum. Flygtrafiken vid fältet var som intensivast under 1940-talet. Under några år mellanlandade DC-3:or på sträckan Stockholm–Oslo, men det var den enda reguljärtrafik som flygplatsen användes till. Fältet användes i huvudsakligen av privat-, segel- och skolflyg samt av taxiflyg. 
I anslutning till flygfältets sydöstligaste del låg mellan åren 1957–1975 en luftförsvarscentral benämnd LFC Måsen, och var ett detachement till Västmanlands flygflottilj (F 1). År 1971 sammanslogs den med LFC Puman i Bålsta och verksamheten i Örebro upphörde helt 1975.
Runt det gamla flygfältet fanns fyra luftvärnskanoner utplacerade, ett vid Sörbykrossen, ett vid Sörbyängen (pulkabacken), ett vid sista golfhålet (närmst rondellen i Adolfsberg) på det som sedan 1990 är Gustavsviks GK, ett vid anslutning till hangaren och flygledartornet, där dagens tennis- och badmintonarena Backahallen ligger.

## Nutid
På delar av Örebro flygfält byggdes en ny stadsdel, Ladugårdsängen, som stod klar 1992 till Bomässan Bo92 i Örebro. Satsningen hamnade något fel i tiden på grund av finanskrisen i Sverige åren 1990–1994, men har på senare år ökat kraftigt i popularitet på grund av dess närheten till centrum. Det som sedan dess finns kvar av flygfältet är hangaren som är ombyggd till bostäder, samt ett minnesmärke i form av en stor orange T-formad vindvisare för att påvisa om var Örebro flygfält låg.

## Galleri

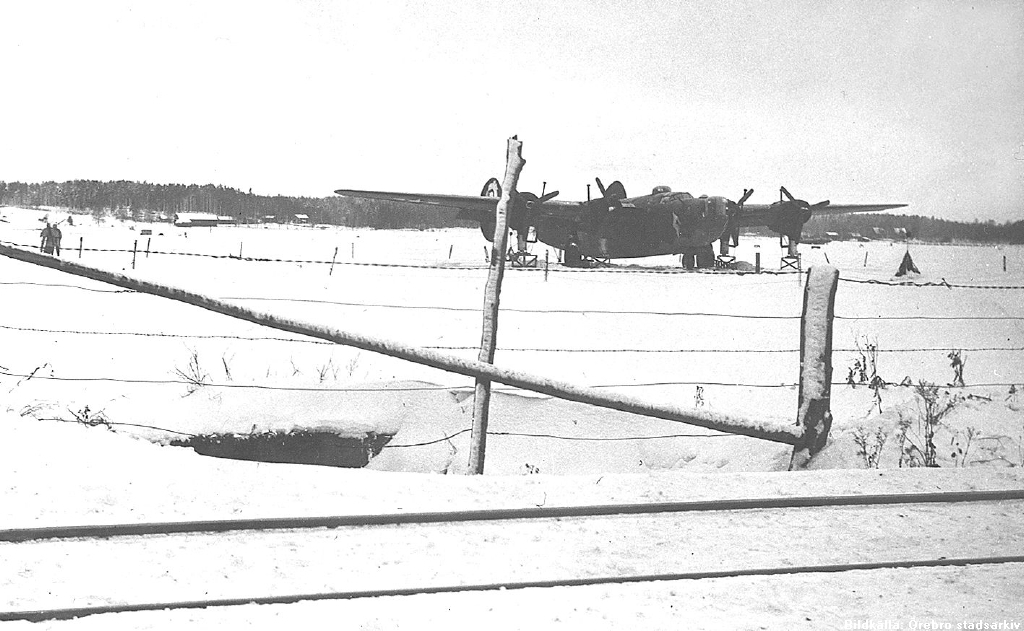
"Flying Fire Bell", en amerikansk B-24 Liberator (B-24-H-1-FO, s/n 42-7502, code unit EC-X 578/392) som nödlandade tillsammans med en annan Liberator (ej på bild) i Örebro den 18 november 1943.
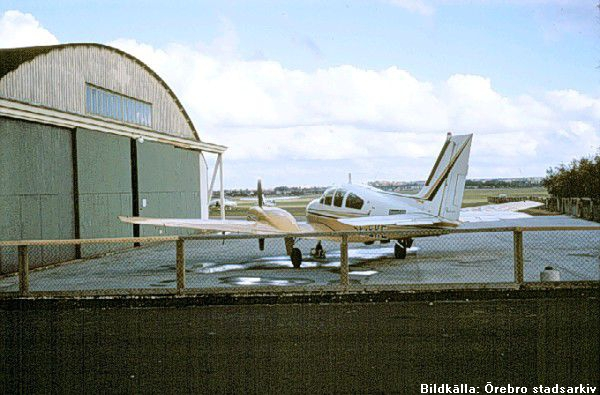
Flygplan utanför hangar vid gamla flygplatsen i Örebro.
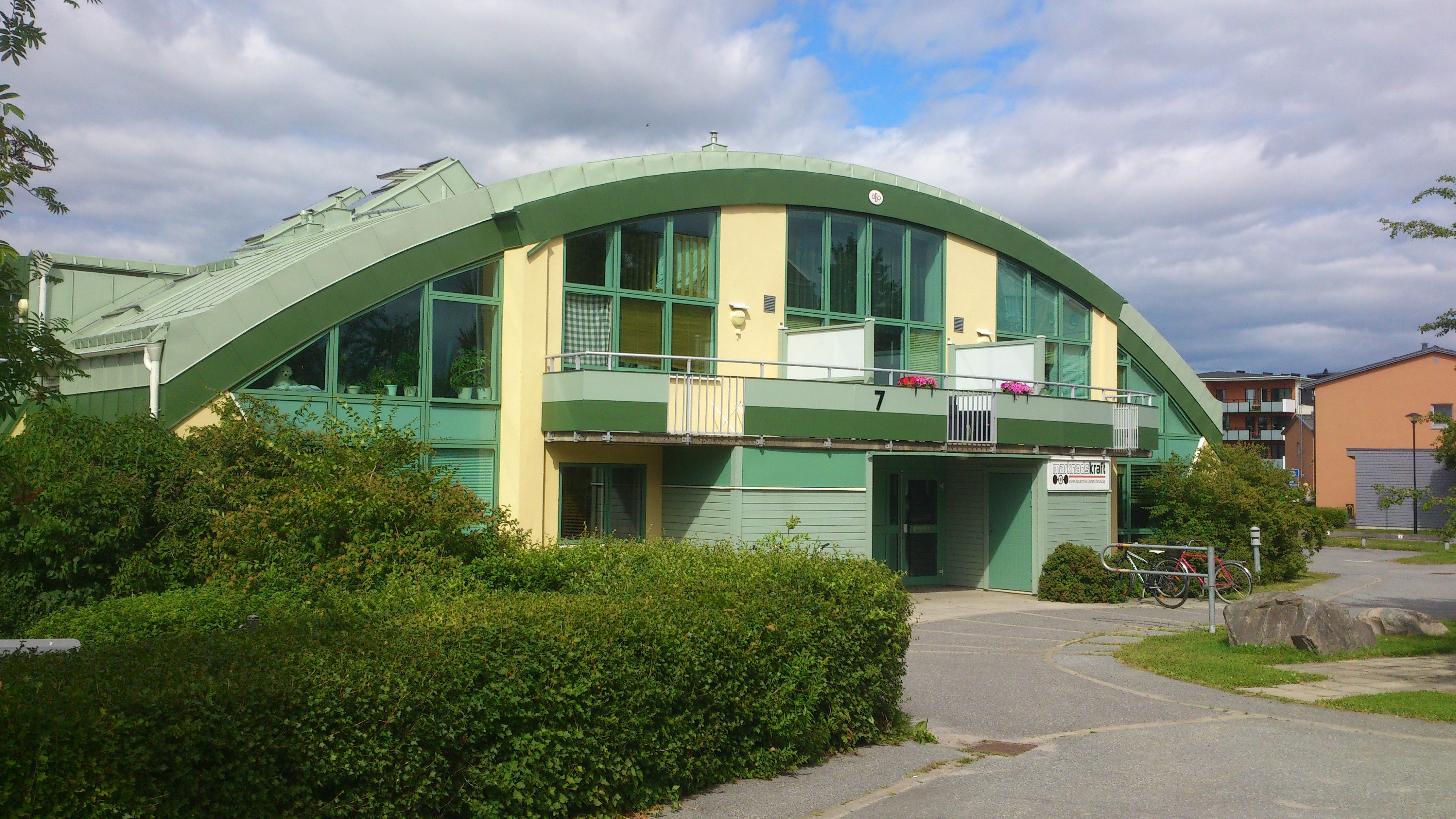
Gamla flyghangaren ombyggd till bostäder.
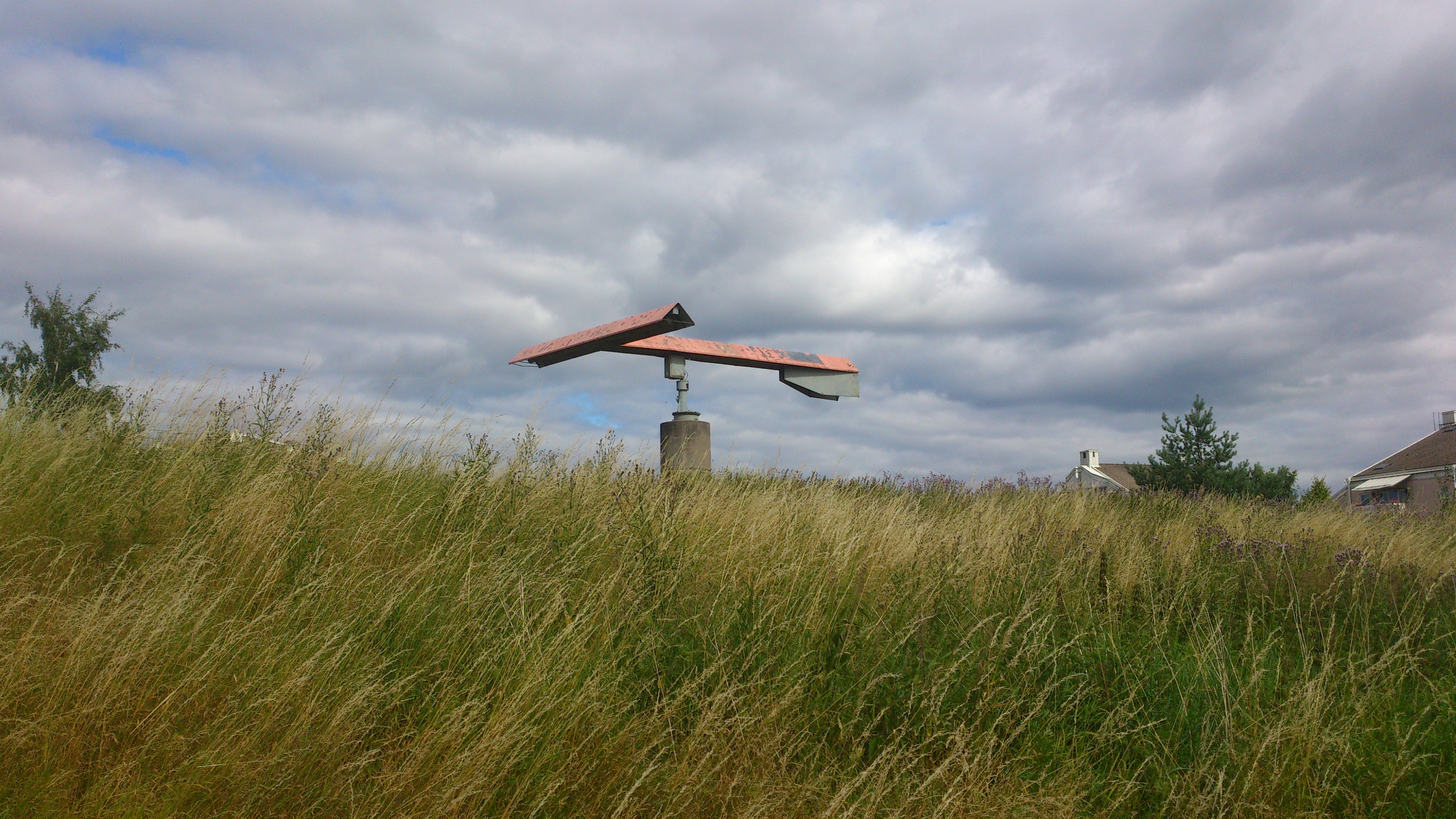
Minnesmärke över flygfältet, i form av en vindvisare.